# Kintetsu Nagano-lijn
De Kintetsu Nagano-lijn  (長野線; Kintetsu Nagano-sen) is een lokale spoorlijn tussen de steden Habikino en Kawachinagano in Japan. De lijn maakt deel uit van het netwerk van Kintetsu in de prefectuur Nara en vormt een verbinding tussen de Minami Osaka-lijn en de stad Kawachinagano.

## Geschiedenis
De spoorlijn werd geopend tussen 1898 en 1902 door de Kayō Railway, welke de steden Kawachinagano en Kashiwara wilde verbinden. In 1919 werd de maatschappij hernoemd tot Osaka Railway Co. en besloot zijn eigen lijn te bouwen van Dōmyōji naar Osaka en later naar Furuichi in de Nara Prefectuur, wat uiteindelijk de Minami-Osaka-lijn werd, hierdoor werd de lijn een zijtak.
De lijn werd in 1923 geëlektrificeerd met 1500 V gelijkstroom en het bedrijf fuseerde in 1944 met Kintetsu. Het gedeelte tussen Furuichi en Kishi werd verdubbeld in 1957 en later in 1974 naar Tondabayashi.

## Treindiensten
Alle treinen stoppen op alle stations.
- Kyūkō (急行, sneltrein), rijdt tijdens de spits door tot Osaka Abenobashi.
- Junkyū (準急, sneltrein) rijdt door tot Osaka Abenobashi.
- Futsu (普通, stoptrein) stopt op elk station, rijdt alleen in de ochtend en in de avond.

## Stations
| Station                                                    | Japans     | Verbindingen                | Stad           | Prefectuur |
| ---------------------------------------------------------- | ---------- | --------------------------- | -------------- | ---------- |
| Richting Station Osaka Abenobashi via de Minami-Osaka-lijn |            |                             |                |            |
| Furuichi                                                   | 古市       | Kintetsu: Minami-Osaka-lijn | Habikino       | Osaka      |
| Kishi                                                      | 喜志       |                             | Tondabayashi   | Osaka      |
| Tondabayashi                                               | 富田林     |                             | Tondabayashi   | Osaka      |
| Tondabayashi-nishiguchi                                    | 富田林西口 |                             | Tondabayashi   | Osaka      |
| Kawanishi                                                  | 川西       |                             | Tondabayashi   | Osaka      |
| Takidanifudō                                               | 滝谷不動   |                             | Tondabayashi   | Osaka      |
| Shionomiya                                                 | 汐ノ宮     |                             | Kawachi-Nagano | Osaka      |
| Kawachinagano                                              | 河内長野   | Nankai: Koya-lijn           | Kawachi-Nagano | Osaka      |